# Pericyma antica
Pericyma antica là một loài bướm đêm trong họ Erebidae.